# مجدي حلبي
مجدي حلبي ((بالإنجليزية: Majdi Halabi)‏ ، (بالعبرية: מג'די חלבי‏) ؛ ولد عام 1985، اختفى 24 مايو 2005)، كان اسرائيلي من أقلية الدروز وهو جندي من قرية دالية الكرمل، وتقع على سفوح جبل الكرمل، الذي اختفى في الخدمة قرب حيفا مايو 2005.
وعثر على جثة حلبي عام 2012 على جبل الكرمل ودفن في عسفيا مع مرتبة الشرف العسكرية الكاملة.

## الخلفية
ولد حلبي عام 1985 لأبوين نظمي حلبي موظف في جمعية أصدقاء الجيش الإسرائيلي، وفهمية حلبي من قرية دالية الكرمل الدرزية الواقعة على جبل الكرمل. بدأ حلبي خدمته العسكرية الإلزامية في الجيش الإسرائيلي في سلاح الجو الإسرائيلي في حرم بئر السبع التابع للكلية التقنية الجوية والفضاء الإسرائيلية، لكنه واجه صعوبات في الخدمة في المكان ونتيجة لذلك قام بتخفيض ملفه الطبي وتم نقله للخدمة في ورشة سيارات تابعة لسلاح الذخائر، في مركز صيانة وإعادة تأهيل (ואחזקה الواقعة بالقرب من حيفا. وعندما طلب حلبي رفع ملفه الطبي مرة أخرى من أجل إعادته إلى وحدته القديمة، تم رفضه. خلال خدمته العسكرية، غاب حلبي عدة مرات عن القواعد العسكرية التي خدم فيها.

## الاختفاء وجهود البحث
اختفى حلبي يوم الثلاثاء، 24 مايو 2005، أثناء محاولته الانتقال من قريته إلى معسكر سلاح الذخائر بالقرب من طيرة الكرمل، دون حمل أية أسلحة. في وقت اختفائه، كان قد خدم في الجيش الإسرائيلي لمدة خمسة أشهر.
وزعموا في إفادتهم التي أدلى بها والديه بعد ذلك أنه شوهد للمرة الأخيرة بملابس مدنية وأنه أخذ معه حقيبة صغيرة يفترض أنه كان يرتدي فيها زي الجيش الإسرائيلي. ومع ذلك، ادعى شهود آخرون أنهم رأوه بالزي العسكري. قال شاهد من قرية حلبي إنه رأى حلبي حوالي الساعة 15:30 في محل بقالة القرية، يشتري علبة مشروبات، وكشف مزيد من التحقيق أنه سحب 50 شيكل من ماكينة الصرف الآلي في قريته قبل اختفائه. ادعى العديد من الضباط المعنيين بالقضية بعد حقيقة وجود عدد من التناقضات في شهادات أفراد عائلته بخصوص ملابسه واليوم والوقت الذي شوهد فيه آخر مرة.
بعد يومين من اختفائه، قام قادة حلبي بزيارة منزله للاستفسار عن مكان وجوده. ونتيجة لذلك، بدأت عائلة حلبي عملية تفتيش بمساعدة أصدقاء حلبي ومختلف سكان دالية الكرمل. وأجريت عمليات تفتيش في القرية وعلى الشواطئ المجاورة وفي حيفا وفي كرايوت وفي غابات جبل الكرمل. تم توسيع عمليات البحث في وقت لاحق لتشمل طبريا وإيلات، بعد أن تلقت العائلة معلومات تفيد بأن شخصًا يشبه حلبي شوهد في تلك المدن. طوال الأسبوع الأول من اختفائه، لم يساعد الجيش الإسرائيلي العائلة في البحث عن حلبي.  وتحدثت وسائل الإعلام المحلية في مناسبات عديدة عن الاختفاء وجهود البحث، إلا أن الأمر لم يلق أي اهتمام في وسائل الإعلام الوطنية. وانتقد العديد من المسؤولين هذه الحقيقة لاحقًا بشدة، ومن بينهم زعيم الطائفة الدرزية في إسرائيل الشيخ موفق طريف.
في 30 مايو 2005، بعد أسبوع من اختفائه، أعلن الجيش الإسرائيلي رسميًا غياب حلبي.حيث كانت عائلة حلبي غاضبة من تأخر الجيش في الإعلان عن اختفائه، بعد الإعلان أطلق الجيش الإسرائيلي جهود بحث واسعة النطاق تضمنت استخدام قوات الجيش الإسرائيلي النظامية والاحتياطية، وكلاب بوليسية من وحدة أوكتز، وطائرات بدون طيار مزودة بأنظمة تصوير حراري. تم تمشيط المنطقة التي عثر على جثته فيها بشكل متكرر، لكن لم يتم العثور عليها بسبب سمك الغابة والتضاريس الجبلية. شارك أكثر من مائة متطوع في جهود البحث في منطقة جبل الكرمل.  تم الإعلان رسميًا عن فقدان حلبي في العمل (MIA) في 6 يونيو. على مدار السنوات التالية، شكلت الشرطة عدة فرق للتحقيق في اختفائه. بالمقارنة مع الجندي الإسرائيلي جلعاد شاليط، لم يحظ اختفاء حلبي بتغطية تذكر في وسائل الإعلام الإسرائيلية. وفقًا لمقال نُشر عام 2007 في Israel Today، فإن قضيته «منسية تقريبًا» على الصعيدين الوطني والدولي.
كجزء من الجهود المبذولة للعثور على أي معلومات من شأنها أن تؤدي في النهاية إلى حل لغز غيابه، عرضت عائلته مكافأة على أي معلومات سيتم تقديمها عن مكان وجوده، ومنظمة Born to Freedom Foundation، التي تهدف إلى تسريع إطلاق سراح أسرى الجيش الإسرائيلي والجنود المفقودين، بدأ في نشر القضية على نطاق واسع من أجل توعية الجمهور باختفاء حلبي. بعد ذلك، عرضت مؤسسة Born to Freedom Foundation مكافأة قدرها 10,000,000 دولار أمريكي للحصول على معلومات تؤدي إلى موقع حلببي.

## التطورات اللاحقة
في 24 مايو / أيار 2007، الذكرى السنوية الثانية لاختفاء حلبي، عقدت عائلة حلبي وسكان مدينة الكرمل اجتماعاً للتوعية بقضية حلبي والدعوة إلى زيادة الجهود لتحديد مكانه.  وحضر الحدث حشد كبير من الضباط العسكريين الدروز، وزير الدفاع عمير بيرتس، وكارنيت غولدفاسر (زوجة الجندي الإسرائيلي المختطف إيهود غولدفاسر) الذي تحدث في الحدث، وزفي ريغيف والد الأسير. الجندي المخطوف إلداد ريغيف. وزير الدفاع عمير بيرتس صرح أنه كان على اتصال بالعائلة بشكل أسبوعي لتشجيع الأسرة. وأعربت عائلات الجنود الثلاثة الذين اختطفوا في غارة حزب الله عبر الحدود عام 2000، والذين حضروا الحدث أيضًا، عن دعمهم لعائلة حلبي.
في مقابلة عام 2007 مع صحيفة جيروزاليم بوست، أعرب عم حلبي، سميح حلبي، وهو كولونيل متقاعد في الجيش الإسرائيلي ورئيس حملة البحث عن الجندي المفقود مجدي حلبي،  عن اعتقاده بأن حلبي قد اختطف من قبل «منظمة إرهابية» إسلامية. كان «محتجزا في سوريا ولبنان وربما حتى في نابلس أو جنين في الضفة الغربية». 
في 2 تموز (يوليو) 2008، تلقت عائلة حلبي اتصالاً هاتفياً من نزيل في سجن الدامون زعم أن حلبي قد اختطف وأنه محتجز في محيط نابلس بالضفة الغربية. وأكد مسؤولو الشرطة أن النزيل ليس لديه «معلومات جوهرية» بشأن اختفاء حلبي، لكن عائلة حلبي عارضت هذا الادعاء.
في عام 2010، ذكر قاتل دانا بينيت، 18 عاما، يحيى عدوان فرحان (يحيى عدوان فرحان) في مقابلة مع معاريف أنه يعرف ما الذي تسبب في اختفاء مجدي حلبي، لكنه رفض تقديم المزيد من المعلومات.
في عام 2011 لقي شقيق حلبي، أدهم نظمي حلبي، 21 عاما، مصرعه في حادث سير في دالية الكرمل. حيث كان يخدم في حرس الحدود الإسرائيلي وقت وفاته.
في أبريل 2012، أفادت التقارير أن سجينين يقضيان عقوبات بتهمة القتل العمد وجرائم المخدرات كانا يتفاوضان على صفقة قضائية لتزويد بمكان دفن الحلبي مقابل إطلاق سراحه بالإضافة إلى بضع مئات الآلاف من الشواقل.

## اكتشاف الجثة
في أعقاب حريق الكرمل 2010، طلبت عائلة حلبي استئناف البحث، حيث كانت أرضية الغابة أكثر انكشافًا. في 10 أكتوبر / تشرين الأول 2012، عُثر على جثته في غابة بالقرب من عسفيا. اكتشف صديق طفولة حلبي، إبراهيم قزلي من دالية الكرمل، جثته أثناء قيامه بأعمال تطهير لصالح الصندوق القومي اليهودي كجزء من مشروع إعادة تأهيل غابة الكرمل. أصبح جسد حلبي مرئيًا بعد أن أزال حطام الأشجار من المنطقة. تم العثور على سكين بالقرب من الجثة. تم نقل الجثة إلى معهد أبو كبير للطب الشرعي في تل أبيب، حيث أكدت اختبارات الحمض النووي أنها تخص حلبي.  
تم دفن حلبي في مقبرة عسفيا العسكرية مع مرتبة الشرف العسكرية الكاملة في 12 أكتوبر / تشرين الأول 2012، في جنازة حضرها أكثر من 2000 شخص.  